# Yurt (film)
Yurt è un film del 2023 diretto da Nehir Tuna, al suo debutto come regista.
Il film è stato presentato all'80ª edizione della Mostra del cinema di Venezia, nella sezione Orizzonti.

## Trama
Turchia, 1996. Il quattordicenne Ahmet viene mandato dal padre neo-convertito in un dormitorio islamico per imparare i valori musulmani. Qui Ahmet dovrà riuscire ad adattarsi ai rozzi ragazzi che vi abitano e riuscirà a farlo solamente con l'aiuto di Hakan.

## Produzione
Per la realizzazione del film, Nehir Tuna ha attinto alla propria esperienza avendo frequentato un collegio religioso per cinque anni. Il film è il seguito del suo pluripremiato cortometraggio The Shoes, ed è una coproduzione della società turca TN Yapım, della tedesca Red Balloon Film GmbH e della francese Ciné-Sud Promotion, con il sostegno del Borsa di studio Sundance per la produzione e lo sviluppo.
Le riprese del film sono state effettuate a Smirne, nella Regione dell'Egeo, tra il 2019 e il 2022.

## Distribuzione
Il film è stato presentato nella sezione Orizzonti dell'80ª Mostra internazionale d'arte cinematografica di Venezia. Il film è stato proiettato anche al Festival international du film de Marrakech del 2023, dove Doğa Karakaş è stato premiato come miglior attore.

## Accoglienza
Il film è stato descritto come "una bella sorpresa che racconta la paradossale storia di un ragazzo diviso tra tensioni religiose ed esplosioni di testosterone".